# ZNTK Poznań Regio Tramp
Unter dem Namen ZNTK Poznań Regio Tramp  werden dieselbetriebene Triebwagen der ZNTK Poznań (Poznańskie Zakłady Naprawcze Taboru Kolejowego) bezeichnet. Die einteiligen Triebfahrzeuge werden als Baureihe SA105 bezeichnet, während die zweiteiligen Triebfahrzeuge die Bezeichnung SA108 tragen.

## Geschichte
Bis in die 1990er-Jahre war die PKP im Besitz von sechs Triebwagen von Kolzam (Kolzam SPA-66 und Kolzam 208M), sowie sechs Triebwagen von ZNTK Poznań (SA101 und SA102). Die PKP plante zur Modernisierung ihres Fuhrparks neben dem Erwerb von Pendolinos und den Lokomotiven FS E.405 und FS E.412 auch, neue Triebwagen anzuschaffen. Neben ZNTK Poznań nahm auch Kolzam an den Ausschreibungen für Triebwagen teil. Die Ausschreibung für den Pendolino wurde später widerrufen, auf Grund von finanziellen Schwierigkeiten wurden die Lokomotiven verkauft. Im Jahr 2000 wurde die Finanzierung des Regionalverkehrs geändert, wodurch finanzielle Mittel für den Kauf von Triebwagen bereit standen. Basierend auf den Erfahrungen der bisherigen Vorbereitungen wurden von Kolzam die Baureihen SA107 und SA109 und von ZNTK Poznań die Baureihen SA105 und SA108 geordert.

## Konstruktion

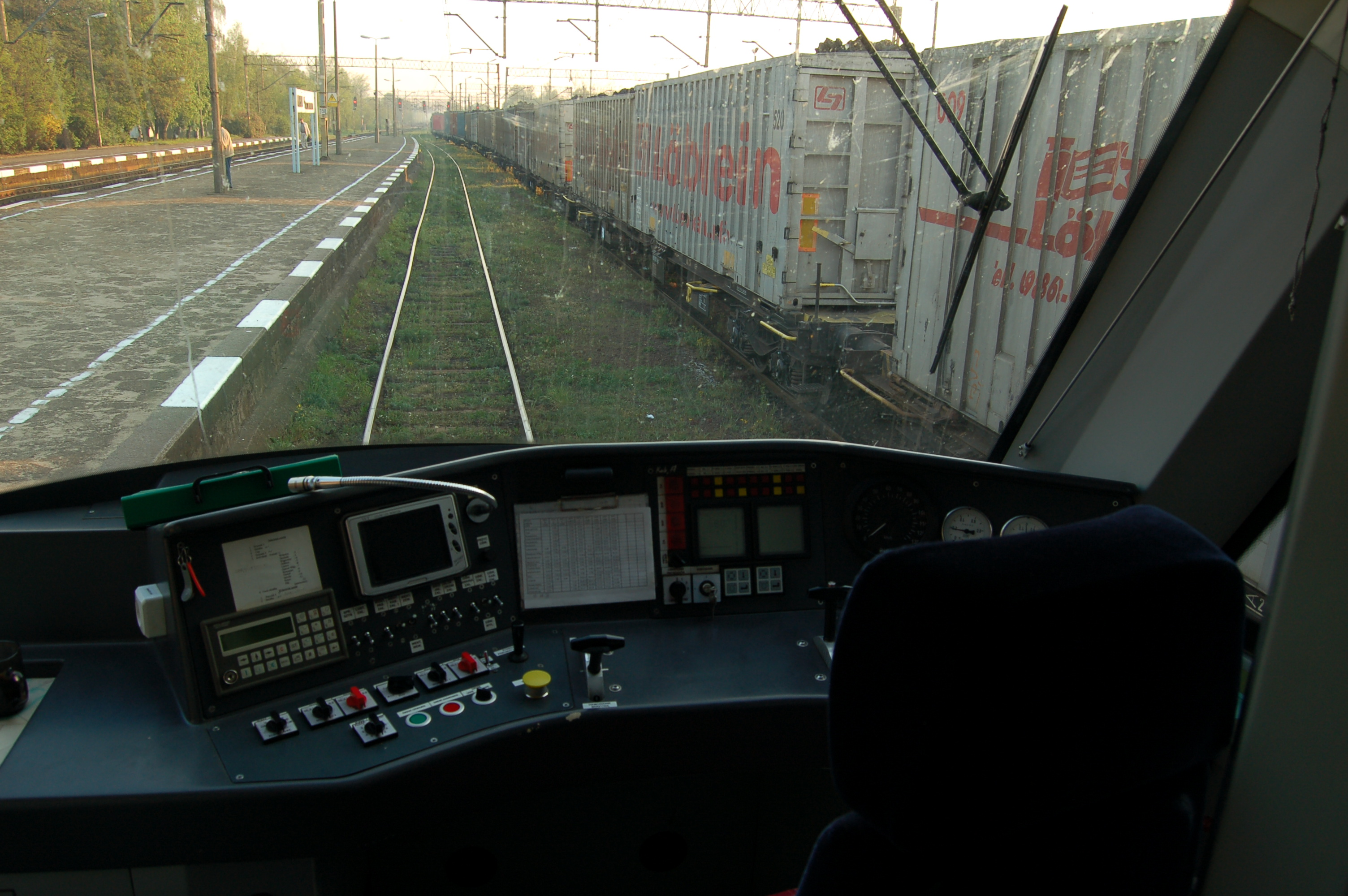
Führerstand
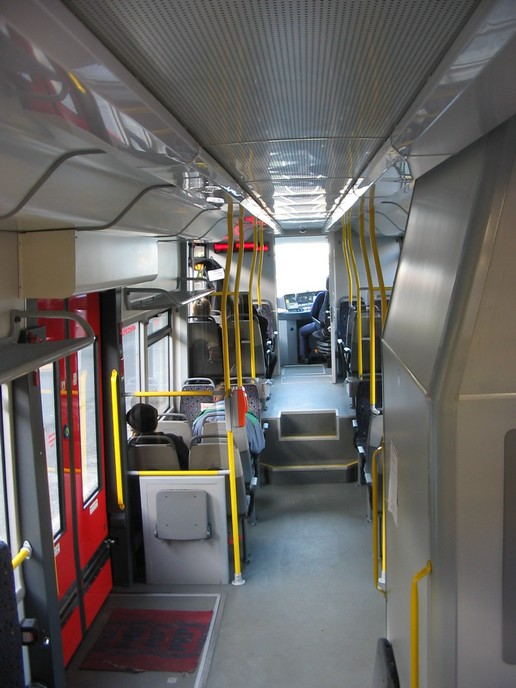
Blick in den Fahrgastraum
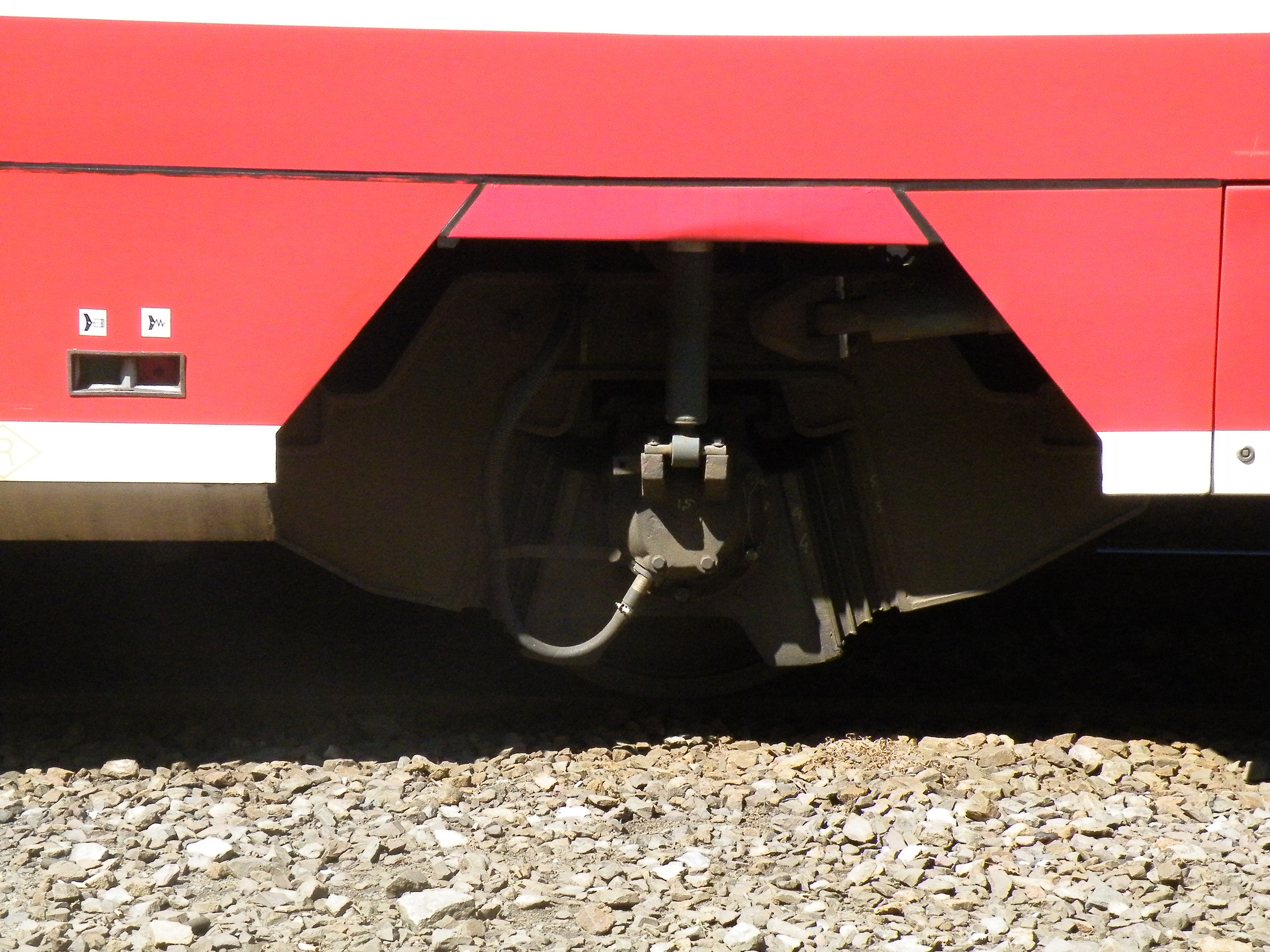
Drehgestell eines SA105
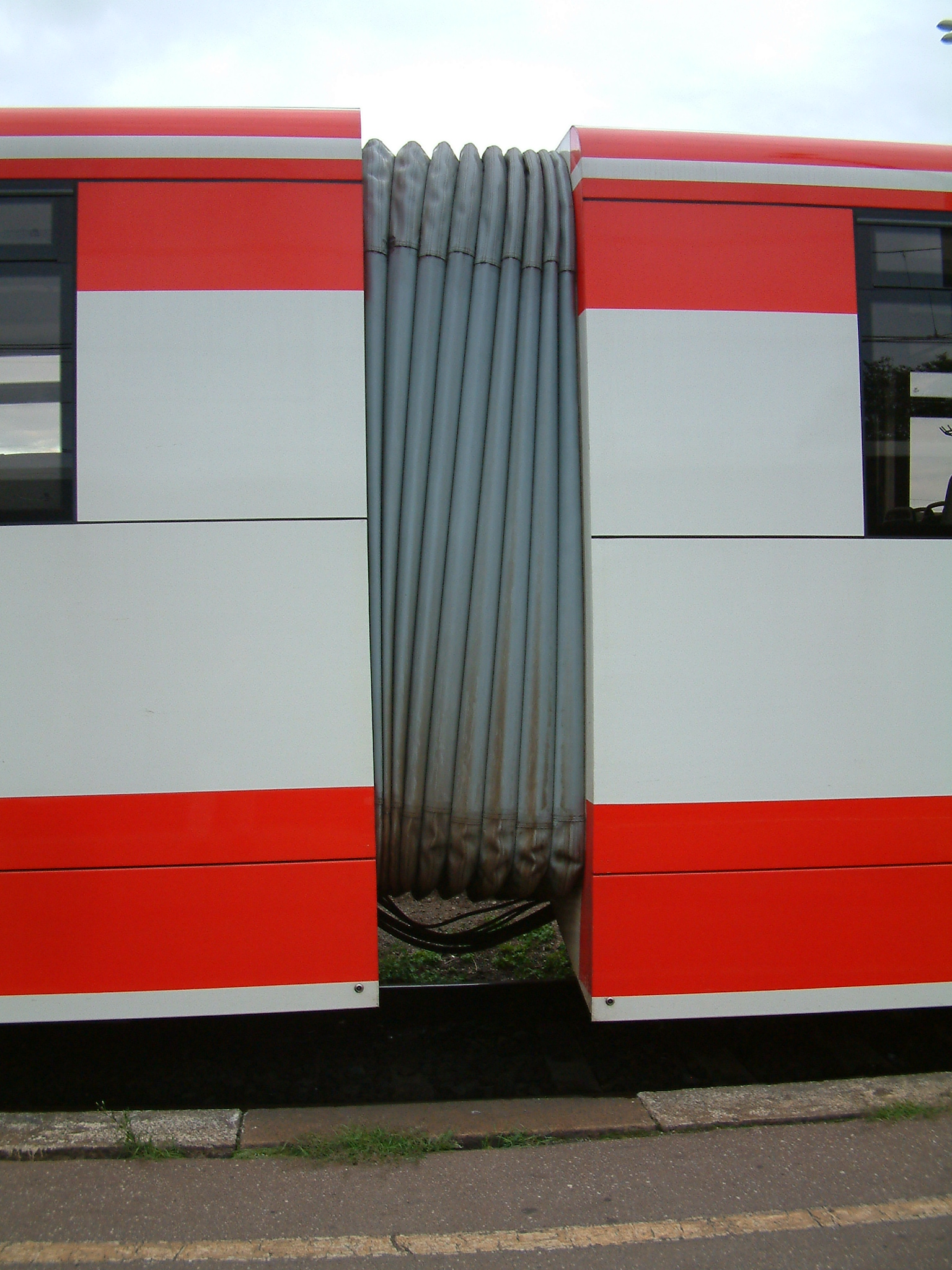
Gelenk eines SA108

Der SA105 besteht aus einem einzelnen Fahrgastraum, welcher im Mittelteil mit Niederflurtechnik ausgestattet ist. Der SA108 besitzt zwei Fahrgasträume, die mit einem Gelenk verbunden sind. Die Triebwagen werden für den Regionalverkehrsdienst auf Nebenbahnen, überwiegend auf nicht elektrifizierten Strecken, genutzt. Eine dreigliedrige Ausführung war geplant, wurde jedoch nicht umgesetzt.

### Versionen
| Typ   | Anzahl Glieder | Achsformel     | Masse | Länge     | Motorenleistung | Motortyp                        | Anzahl der Sitzplätze   | Anzahl Plätze gesamt | Stückzahl |
| ----- | -------------- | -------------- | ----- | --------- | --------------- | ------------------------------- | ----------------------- | -------------------- | --------- |
| 213M  | 1              | A'1'           | 28 t  | 17.000 mm | 1 × 257 kW      | MAN D2866 LUH21                 | 36 + 7                  | 90                   | 2         |
| 213Ma | 1              | A'1'           | 24 t  | 17.720 mm | 1 × 257 kW      | MAN D2866 LUH21                 | 35 – 44                 | 90                   | 5         |
| 215M  | 2              | A'1'+1'A'      | 56 t  | 34.720 mm | 2 × 257 kW      | MAN D2866 LUH21 MAN D2876 LUE21 | 100 + 10 90 + 8 82 + 16 | 205 198              | 10        |
| 216M  | 3              | A'1'+1'1'+1'A' |       | 52.320 mm | 2 × 257 kW      |                                 | 137                     | 292                  | 0 A       |

Fahrzeuge des Typs 213M besitzen jeweils zwei Einzeltüren mit einer Breite von 800 mm, wohingegen Fahrzeuge vom Typ 213Ma mit einer 1300 mm breiten Doppeltür in der Mitte der Fahrgastzelle ausgerüstet wurden. 213M und 213Ma besitzen Scharfenbergkupplung und können in Doppeltraktion gefahren werden. Anstelle von Spiegeln sind die Fahrzeuge mit Kameras ausgerüstet. Das erste Fahrzeug vom Typ 213M (SA105-001) hat keine Toilettenkabine verbaut.
Fahrzeuge des Types 215M besitzen je eine 1300 mm breite Doppeltür an beiden Wagen. Die Fahrzeuge sind mit Schraubenkupplungen ausgerüstet. In einigen Fahrzeugen wurde der Platz für die Fahrradmitnahme erhöht, was zu einer geringeren Sitzanzahl führt.
Sowohl Fahrzeuge des Typs 213M und 213Ma, als auch Fahrzeuge des Typs 215M haben ein einachsiges Drehgestells (Typ 19MN) und sind mit Scheibenbremsen ausgestattet.

### Modernisierungen

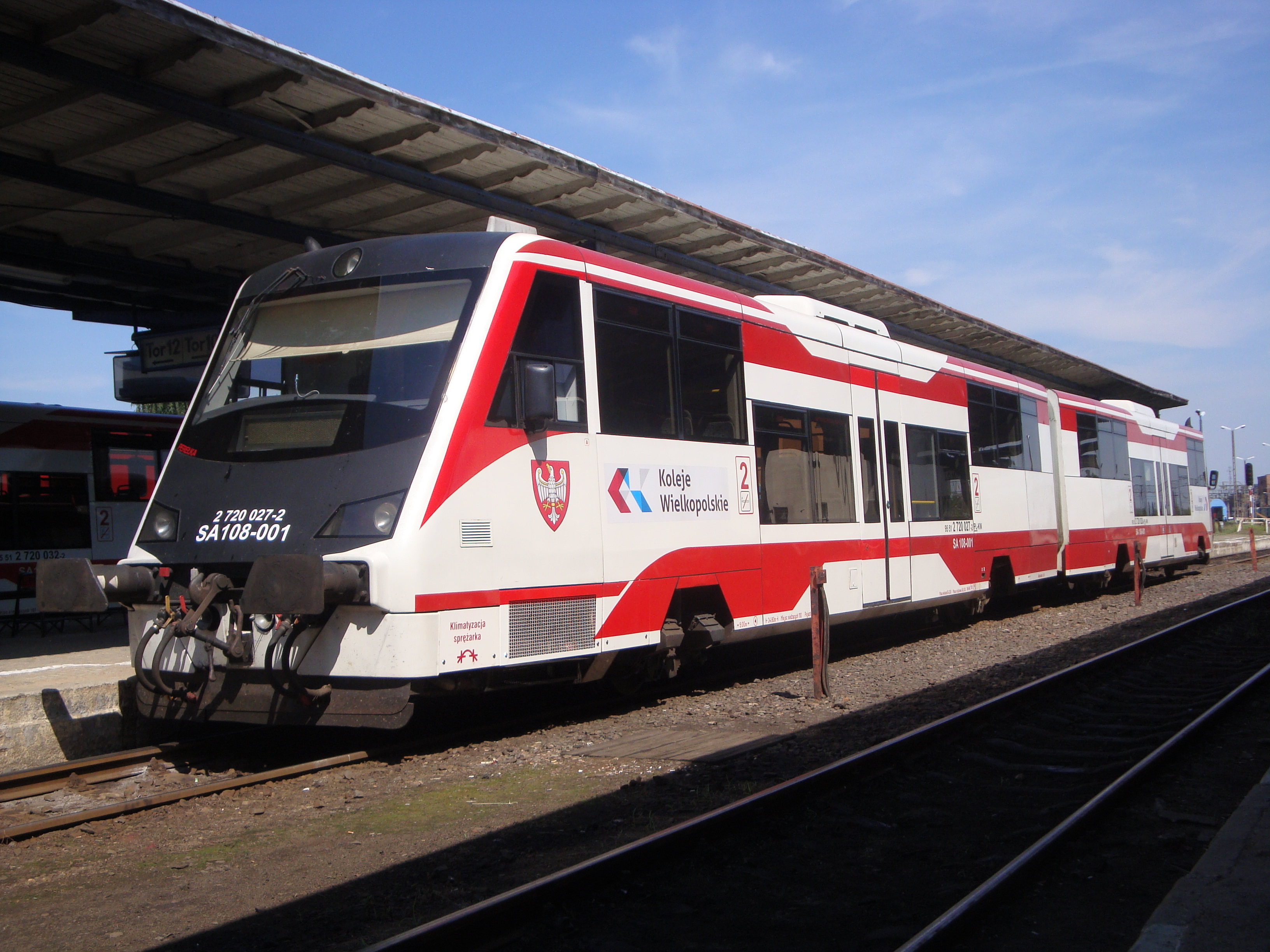
SA108-001

Im Jahr 2009 wurden beide Fahrzeuge des Types 213M (SA105-001 und SA105-002) modernisiert, es wurden Toiletten und Klimaanlagen nachgerüstet. Im August 2015 kündigte das Amt der Woiwodschaft Großpolen eine Ausschreibung zu einer weiteren Modernisierung der SA105-001 an. 2013 wurden zwei Fahrzeuge des Typs 215M (SA108-002 und SA108-003) unter anderem mit einem neuen Fahrgastinformationssystem und einer neuen Batterie ausgestattet. 2014 folgte SA108-001 und im Juli 2015 SA108-004 und SA108-005.
Im Zuge einer Reparatur wurden die Fahrzeuge SA105-105 (213Ma) und SA108-006 (215M) modernisiert. Neben neuer Videotechnik und neuen Fahrgastinformationssystem wurde ebenfalls ein System zur automatischen Fahrgastzählung eingebaut. Bei dem Fahrzeug des Typs 215M wurde eine der beiden Toiletten entfernt, um mehr Platz für Fahrgäste zu erhalten. 2015 folgten die Modernisierungen von SA105-101 und SA105-102. Im Januar 2016 wurde die Modernisierung von SA105-104 angekündigt.

## Einsatz
| Eisenbahnverkehrsunternehmen | Typ   | Baureihe | Anzahl | Nummerierung       | Eingesetzt in der Woiwodschaft |
| ---------------------------- | ----- | -------- | ------ | ------------------ | ------------------------------ |
| Koleje Wielkopolskie         | 213M  | SA105    | 1      | 001                | Großpolen                      |
| Koleje Wielkopolskie         | 215M  | SA108    | 4      | 001, 002, 003, 010 | Großpolen                      |
| Przewozy Regionalne          | 213Ma | SA105    | 4      | 101, 102, 104, 105 | Lebus                          |
| Przewozy Regionalne          | 215M  | SA108    | 1      | 006                | Lebus                          |
| Przewozy Regionalne          | 213Ma | SA105    | 1      | 103                | Podlachien                     |
| Przewozy Regionalne          | 215M  | SA108    | 2      | 007, 009           | Podlachien                     |
| Przewozy Regionalne          | 213M  | SA105    | 1      | 002                | Großpolen                      |
| Przewozy Regionalne          | 215M  | SA108    | 3      | 004, 005, 008      | Großpolen                      |

In Großpolen begann der Einsatz der SA105 im August 2002 auf den Strecken Poznań – Wągrowiec und Poznań–Grodzisk. Im November 2002 schloss die Regierung von Großpolen einen Vertrag über die Lieferung von fünf Fahrzeugen des Typs 215M (SA108), von denen die ersten ab 2003 auf der Strecke Leszno – Ostrów Wielkopolski die alten Lokomotiven SU45 ersetzten. Bis zum 31. Mai 2011 wurden alle Fahrzeuge von Przewozy Regionalne betrieben, ab dem 1. Juni 2011 gingen einige Fahrzeuge zu Koleje Wielkopolskie über. Am 12. März 2014 kollidierte SA108-002 mit einem Bus, dabei starb eine Person, das Triebfahrzeug wurde stark beschädigt.
Im September 2002 unterzeichnete die Landesregierung der Woiwodschaft Lebus einen Vertrag über die Lieferung von vier 213Ma. Das erste Fahrzeug (SA105-101) wurde auf der reaktivierten Strecke Gorzów Wielkopolski–Międzyrzecz eingesetzt. Das zweite Fahrzeug (SA105-102) wird auf der Strecke Żary–Zielona Góra eingesetzt. Im Jahr 2005 wurden SA105-104 im SA105-105 geliefert, SA108-006 wurde ab Januar 2006 eingesetzt. Ab Dezember 2007 wird ein Fahrzeug des Typs 213Ma für die Reaktivierung der Strecke Rzepin–Międzyrzecz genutzt. Fahrzeuge des Typs 213Ma sind befugt, dass deutsche Schienennetz für den grenzüberschreitenden Verkehr der Linie Forst–Żary zu befahren.
In Podlachien werden die Fahrzeuge auf den Strecken Białystok – Czeremcha – Siedlce und Hajnówka – Czeremcha – Siedlce genutzt.